# 젠네
젠네(Dienné, Jenne)는 말리 중부의 니제르 내륙 델타에 위치한 작은 도시로 역사적, 경제적, 종교적으로 중요한 의미를 가진다. 바니강(나이저강의 지류)에서 북서쪽으로 5km 떨어진 곳에 위치하고 있다. 2009년 현재 총인구는 32,944명으로 여러 민족이 거주하고 있다.
이곳은 1907년 다시 건립된 진흙 건축물인 젠네 모스크로 유명하다. 과거 젠네는 교역과 교육의 중심지였으며 도시 건립이후 다양한 민족에 의해 여러번 점령당한 역사가 있다. 사하라 남쪽 아프리카의 도시중에선 가장 오래된 도시중 하나로 1988년에는 세계유산으로 지정되기도 했다. 행정적으로 이곳은 말리의 몹티 주에 속한다.

## 역사
젠네지역에 처음 마을이 형성된것은 서기 200년까지 거슬러 올라가며, 13세기에는 사하라 지역의 교역상들에 의해 도시로 발전했다. 14~15세기에는 말리 제국의 지배를 받았고 15세기 말에는 송가이 제국의 황제 손니 알리에 의해 정복되기도 했다.
젠네는 강을 통해 팀북투와 직접 연결되며, 비투의 금광과 로베와 부레로 향하는 교역로의 출발지라는 유리함을 갖추고 있는 곳으로서 중요한 소금 중계항이기도 했다.
16세기 내내 번영해온 젠네는 17세기 중엽 이슬람 학문의 중심지로 유명해졌지만, 1818년 이후 마키나의 풀라니족 통치자인 셰후 아흐마두 로보가 이곳을 점령하여 그가 금지한 이슬람교 예배의식에 따르는 사람들을 추방했다.
1861년경에 투쿨로르의 황제 알 하지 우마르가 젠네를 정복했으며, 1893년에는 프랑스가 점령했다. 그 후 북쪽의 나이저강과 바니 강이 만나는 곳에 있는 몹티가 이곳의 상업적 기능을 대신하게 되어 농산물 교역의 중심지로서도 빛을 잃고 쇠퇴했다.

## 홍수 피해
젠네는 바니 강이 양쪽으로 갈라지는 지역의 사이에 위치해 있어, 우기가 찾아오면 도시전체가 강속의 섬의 형태로 고립된다. 고질적인 홍수 피해를 막기위해 젠네의 150km 상류에 위치한 바니강 유역에 댐이 설치되고 있는데, 이 댐의 건설에 대해서는 찬반 양론이 팽팽히 맞서고 있다.